# Morti nel 2015/Settembre
| Questa pagina contiene informazioni ricavate automaticamente dalle voci biografiche con l'ausilio del template Bio e di un bot. L'aggiornamento è periodico e automatico e ricostruisce completamente la pagina. Se manca una persona in questa lista, sei pregato di non aggiungerla, ma accertati piuttosto che la sua voce biografica contenga il template Bio e che i dati anagrafici siano correttamente compilati. Se il template Bio manca, inseriscilo tu stesso o, in alternativa, metti l'avviso {{tmp\|Bio}} che ne segnala la mancanza. Se i dati riportati sono sbagliati, correggi direttamente la voce biografica; le modifiche saranno visibili in questa lista entro pochi giorni. Per chiarimenti vedi il progetto biografie. La lista contiene solo le 148 persone che sono citate nell'enciclopedia e per le quali è stato implementato correttamente il template Bio. Pagina aggiornata al 18 giu 2025. |

- 1º settembre - Manlio Cancogni, scrittore e giornalista italiano (n. 1916)
- 1º settembre - Gurgen Dalibaltayan, generale armeno (n. 1926)
- 1º settembre - Eric Davidson, biologo statunitense (n. 1937)
- 1º settembre - Charles Kumi Gyamfi, allenatore di calcio e calciatore ghanese (n. 1929)
- 1º settembre - Dean Jones, attore statunitense (n. 1931)
- 1º settembre - Antonio Nirta, mafioso italiano (n. 1919)
- 1º settembre - Gianfranco Sommaggio, mezzofondista italiano (n. 1937)
- 1º settembre - Aleksandar Stipčević, archeologo, bibliografo e bibliotecario croato (n. 1930)
- 1º settembre - Riccardo Venturini, medico e psicologo italiano (n. 1929)
- 2 settembre - Frans van Balkom, allenatore di calcio e calciatore olandese (n. 1939)
- 2 settembre - Willi Fuggerer, pistard tedesco (n. 1941)
- 2 settembre - Piero Livi, regista italiano (n. 1925)
- 2 settembre - Giuseppe Petitto, regista e produttore cinematografico italiano (n. 1969)
- 2 settembre - Mauro Vestri, attore italiano (n. 1938)
- 3 settembre - Bruno Andreolli, storico e medievista italiano (n. 1949)
- 3 settembre - Chandra Bahadur Dangi, nepalese (n. 1939)
- 3 settembre - Loris Campana, pistard italiano (n. 1926)
- 3 settembre - Gianni Cerioni, politico italiano (n. 1937)
- 3 settembre - Ken Horne, calciatore inglese (n. 1926)
- 3 settembre - Roberto Maffioletti, politico e avvocato italiano (n. 1927)
- 4 settembre - Antonio Ciciliano, velista italiano (n. 1932)
- 4 settembre - Jean Darling, attrice, cantante e scrittrice statunitense (n. 1922)
- 4 settembre - Sylvie Joly, attrice francese (n. 1934)
- 4 settembre - Rico Rodriguez, trombonista giamaicano (n. 1934)
- 5 settembre - Patricia Canning Todd, tennista statunitense (n. 1922)
- 5 settembre - Chen Sho Fa, cestista singaporiano (n. 1928)
- 5 settembre - Antonio Dalmonte, calciatore italiano (n. 1919)
- 5 settembre - Bill Downey, cestista statunitense (n. 1923)
- 5 settembre - Setsuko Hara, attrice giapponese (n. 1920)
- 5 settembre - Yōtarō Kobayashi, dirigente d'azienda giapponese (n. 1933)
- 5 settembre - José María Ortiz de Mendíbil, arbitro di calcio spagnolo (n. 1926)
- 5 settembre - Alan Steel, attore e culturista italiano (n. 1931)
- 6 settembre - Gianni Bonadonna, oncologo italiano (n. 1934)
- 6 settembre - Vincenzo Dall'Osso, pugile italiano (n. 1929)
- 6 settembre - Brenda Kirk, tennista sudafricana (n. 1951)
- 6 settembre - Ralph Milne, calciatore scozzese (n. 1961)
- 6 settembre - Martin Milner, attore statunitense (n. 1931)
- 6 settembre - Vladislav Timakov, pallanuotista russo (n. 1993)
- 7 settembre - Elena Arnedo, medico e scrittrice spagnola (n. 1941)
- 7 settembre - Flavio Caselli, politico italiano (n. 1953)
- 7 settembre - Dickie Moore, attore statunitense (n. 1925)
- 7 settembre - Candida Royalle, attrice pornografica, regista e produttrice cinematografica statunitense (n. 1950)
- 7 settembre - Josef Sterff, bobbista tedesco (n. 1935)
- 8 settembre - Tarcisio Fabris, calciatore e allenatore di calcio italiano (n. 1931)
- 8 settembre - Ferenc Kiss, lottatore ungherese (n. 1942)
- 8 settembre - Tyler Sash, giocatore di football americano statunitense (n. 1988)
- 8 settembre - Lee e Lyn Wilde, attrice e cantante statunitense (n. 1922)
- 9 settembre - Teruo Chinen, artista marziale giapponese (n. 1941)
- 9 settembre - Fernando Di Laura Frattura, politico italiano (n. 1932)
- 10 settembre - Adrian Frutiger, designer svizzero (n. 1928)
- 10 settembre - Franco Interlenghi, attore italiano (n. 1931)
- 10 settembre - Antoine Lahad, generale libanese (n. 1927)
- 10 settembre - Marcel Langenegger, regista, attore e produttore cinematografico svizzero (n. 1967)
- 10 settembre - Bengt Nyholm, calciatore svedese (n. 1930)
- 11 settembre - Roy Marble, cestista statunitense (n. 1966)
- 12 settembre - Melvin Bernhardt, regista statunitense (n. 1931)
- 12 settembre - Arrigo Delladio, fondista italiano (n. 1928)
- 12 settembre - Frank D. Gilroy, drammaturgo, regista e sceneggiatore statunitense (n. 1925)
- 12 settembre - Salvo, artista italiano (n. 1947)
- 12 settembre - Giulio Mortera, tuffatore e nuotatore italiano (n. 1946)
- 12 settembre - Vittoria Piancastelli, attrice italiana (n. 1965)
- 12 settembre - Helga Schultze, tennista tedesca (n. 1940)
- 12 settembre - Ron Springett, calciatore inglese (n. 1935)
- 12 settembre - Riccardo Terzi, sindacalista e politico italiano (n. 1941)
- 13 settembre - Stanley Hoffmann, politologo austriaco (n. 1928)
- 13 settembre - Giacomo Leopardi, politico italiano (n. 1928)
- 13 settembre - Moses Malone, cestista e allenatore di pallacanestro statunitense (n. 1955)
- 13 settembre - Vivinho, calciatore brasiliano (n. 1961)
- 14 settembre - Sergio Guerra, pallavolista e allenatore di pallavolo italiano (n. 1944)
- 14 settembre - Bob Ledger, calciatore inglese (n. 1937)
- 14 settembre - Sergio Micheli, regista e storico del cinema italiano (n. 1930)
- 14 settembre - György Mészáros, canoista ungherese (n. 1933)
- 14 settembre - Paweł Sobek, calciatore polacco (n. 1929)
- 14 settembre - Corneliu Vadim Tudor, politico rumeno (n. 1949)
- 15 settembre - Sergio Bertelli, storico italiano (n. 1928)
- 15 settembre - Tommy Thompson, calciatore inglese (n. 1928)
- 15 settembre - Bernard Van De Kerckhove, ciclista su strada belga (n. 1941)
- 16 settembre - Christophe Agou, fotografo francese (n. 1969)
- 16 settembre - Guy Béart, cantante e compositore francese (n. 1930)
- 16 settembre - Robert Cleary, hockeista su ghiaccio statunitense (n. 1936)
- 16 settembre - Clara Kraus Reggiani, grecista italiana (n. 1919)
- 16 settembre - Kurt Oppelt, pattinatore artistico su ghiaccio austriaco (n. 1932)
- 16 settembre - Keith Remfry, judoka britannico (n. 1947)
- 17 settembre - Valeria Cappellotto, ciclista su strada italiana (n. 1970)
- 17 settembre - Alfredo Chiaretti, calciatore italiano (n. 1923)
- 17 settembre - Dettmar Cramer, allenatore di calcio tedesco (n. 1925)
- 17 settembre - Luciano Foglietta, giornalista e scrittore italiano (n. 1922)
- 17 settembre - Nelo Risi, poeta e regista italiano (n. 1920)
- 17 settembre - Sloane Shelton, attrice statunitense (n. 1934)
- 17 settembre - Bruno Tommasi, arcivescovo cattolico italiano (n. 1930)
- 18 settembre - Eduardo Bonvallet, calciatore e allenatore di calcio cileno (n. 1955)
- 18 settembre - Mario Benjamín Menéndez, generale argentino (n. 1930)
- 18 settembre - Freddy Ternero, politico, allenatore di calcio e calciatore peruviano (n. 1961)
- 19 settembre - Jackie Collins, romanziera e attrice britannica (n. 1937)
- 19 settembre - Georg Eder, arcivescovo cattolico austriaco (n. 1928)
- 19 settembre - Orlando Febres, cestista statunitense (n. 1964)
- 19 settembre - Eugenio Mayer, fondista italiano (n. 1939)
- 19 settembre - Sergio Verderi, calciatore italiano (n. 1926)
- 19 settembre - Robert Zellinger de Balkany, imprenditore francese (n. 1931)
- 20 settembre - Dino Boschi, pittore italiano (n. 1923)
- 20 settembre - Mario Caiano, regista e sceneggiatore italiano (n. 1933)
- 20 settembre - Giovanni De Vivo, vescovo cattolico italiano (n. 1940)
- 20 settembre - Jack Larson, attore e produttore cinematografico statunitense (n. 1928)
- 20 settembre - C. K. Williams, poeta, critico letterario e traduttore statunitense (n. 1936)
- 21 settembre - Ivan Dvornyj, cestista sovietico (n. 1952)
- 21 settembre - Victor Démé, musicista e cantautore burkinabé (n. 1962)
- 21 settembre - Salvatore Tramontana, storico italiano (n. 1926)
- 22 settembre - Yogi Berra, giocatore di baseball, allenatore di baseball e aforista statunitense (n. 1925)
- 22 settembre - Edwin C. Brock, egittologo statunitense (n. 1946)
- 22 settembre - Vera Isler-Leiner, fotografa svizzera (n. 1931)
- 22 settembre - Remo Musumeci, giornalista e scrittore italiano (n. 1937)
- 22 settembre - Ali Salem, drammaturgo e scrittore egiziano (n. 1936)
- 22 settembre - James David Santini, politico e avvocato statunitense (n. 1937)
- 23 settembre - Luis Díez, pallanuotista argentino (n. 1923)
- 23 settembre - Jean-Marie Drot, scrittore francese (n. 1929)
- 23 settembre - Dragan Holcer, calciatore jugoslavo (n. 1945)
- 23 settembre - Claudia Pasini, schermitrice italiana (n. 1939)
- 23 settembre - Pierangelo Piegari, giornalista e politico italiano (n. 1943)
- 23 settembre - Nabil Swelim, archeologo e egittologo egiziano
- 23 settembre - Carlos Álvarez-Nóvoa, attore spagnolo (n. 1940)
- 24 settembre - Silvio Curto, egittologo italiano (n. 1919)
- 24 settembre - Vittorio Gigliotti, ingegnere italiano (n. 1921)
- 24 settembre - Carol Rama, artista italiana (n. 1918)
- 25 settembre - Claudio Baggini, vescovo cattolico italiano (n. 1936)
- 25 settembre - Bill Bridges, cestista statunitense (n. 1939)
- 25 settembre - Pat Dunne, calciatore irlandese (n. 1943)
- 25 settembre - Lello Fiore, cantante italiano (n. 1956)
- 25 settembre - Tom Green, cestista e allenatore di pallacanestro statunitense (n. 1956)
- 25 settembre - Terje Gulbrandsen, calciatore norvegese (n. 1944)
- 25 settembre - Giorgio Israel, storico della scienza italiano (n. 1945)
- 26 settembre - Carlos Ibáñez, calciatore cileno (n. 1930)
- 26 settembre - Lucia Ottobrini, partigiana italiana (n. 1924)
- 26 settembre - Sidney Phillips, militare, medico e scrittore statunitense (n. 1924)
- 26 settembre - Maria Luisa Zeri, soprano italiano (n. 1928)
- 27 settembre - John Guillermin, regista inglese (n. 1925)
- 27 settembre - Pietro Ingrao, politico, giornalista e partigiano italiano (n. 1915)
- 28 settembre - Catherine E. Coulson, attrice e scenografa statunitense (n. 1943)
- 28 settembre - Francesco Antonio Manzoli, medico e anatomista italiano (n. 1938)
- 28 settembre - Ignacio Zoco, calciatore spagnolo (n. 1939)
- 29 settembre - Federico Guglielmo di Prussia, storico e nobile tedesco (n. 1939)
- 29 settembre - Mauro Ferri, politico e avvocato italiano (n. 1920)
- 29 settembre - Hellmuth Karasek, giornalista, critico letterario e romanziere tedesco (n. 1934)
- 29 settembre - Phil Woods, sassofonista statunitense (n. 1931)
- 29 settembre - Nawwaf bin Abd al-Aziz Al Sa'ud, principe, politico e imprenditore saudita (n. 1932)
- 30 settembre - Guido Altarelli, fisico italiano (n. 1941)
- 30 settembre - Claude Dauphin, imprenditore francese (n. 1951)
- 30 settembre - Andrée Henry, cestista francese (n. 1931)
- 30 settembre - Carlo Vannucci, pittore, scenografo e scultore italiano (n. 1920)